# Josef Bonetti
Josef Bonetti ist ein ehemaliger Schweizer Skispringer.

## Werdegang
Bonetti startete zwischen 1973 und 1976 mehrfach bei der Vierschanzentournee. Sein Debüt gab er im Rahmen der Vierschanzentournee 1973/74 am 30. Dezember 1973 in Oberstdorf und erreichte dort den 61. Platz. Am 3. Januar 1974 erreichte er mit dem 15. Platz in Innsbruck das beste Resultat seiner Karriere. Zur Vierschanzentournee 1974/75 trat er nicht an. Erst zur Vierschanzentournee 1975/76 stand er erneut im Schweizer Kader. Dort erreichte er ähnliche Platzierungen wie zur Tournee 1973/74 und beendete nach einem 27. Platz in Bischofshofen seine aktive internationale Skisprungkarriere.
Josef Bonetti ist der Bruder von Benito Bonetti, der ebenfalls als Skispringer aktiv war.

## Erfolge

### Vierschanzentournee-Platzierungen
| Saison  | Platz | Punkte |
| ------- | ----- | ------ |
| 1973/74 | 35.   | 791,6  |
| 1975/76 | 40.   | 712,7  |